# Półwieś (Opole)

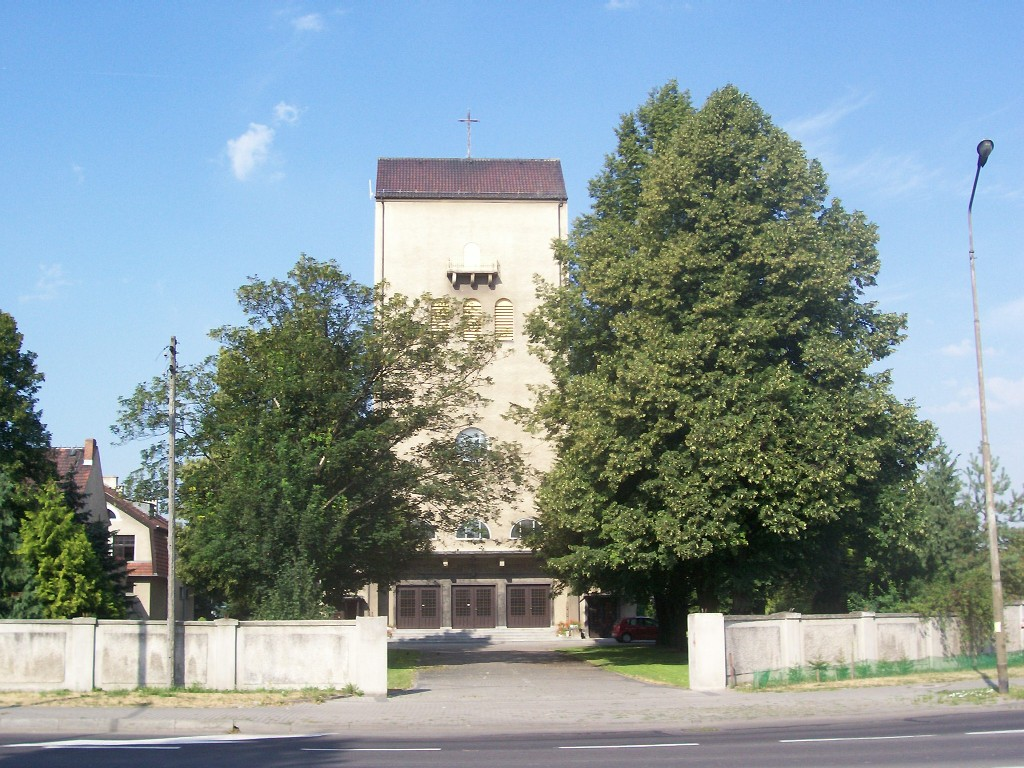
Kościół św. Michała

Półwieś (niem. Halbendorf) – część Opola, wieś przyłączona do miasta w 1936 roku, 2527 mieszkańców, obwód ewidencyjny.
Wieś wzmiankowana już w 1295 roku jako Dimidia Villa i w 1336 roku jako Media Villa. Sama nazwa oznacza mniejszą część wsi w zwartej zabudowie lub osadę leżącą tylko po jednej stronie drogi, w tym wypadku po wschodniej stronie ulic: Domańskiego i Partyzanckiej, które są w ciągu drogi krajowej nr 45.
W Półwsi znajduje się osiedle domów jednorodzinnych oraz szeregowych, zakład karny (ZK Opole), hipermarket Makro oraz Centrum Handlowe Karolinka przy ul. Wrocławskiej. W budowie jest osiedle przy ul. Partyzanckiej, os. Przylesie przy ul. Zbożowej i Festival Park. Dojazd autobusami miejskimi linii nr 5, 9, 13, 18 i 28.

## Zabytki
Do wojewódzkiego rejestru zabytków wpisane są:
- kościół par. pw. św. Michała Archanioła, ul. Domańskiego, wybudowany w latach 1936–1937, konsekrowany 26 września 1937 roku przez kardynała Adolfa Bertrama
- cmentarz komunalny „Centralny”, ul. Cmentarna:
  - aleja zasłużonych
  - d. cmentarz gminny
  - mogiła zbiorowa w alei zasłużonych
  - mogiła zbiorowa w alei zasłużonych.